# 乔治·坎贝尔
乔治·坎贝尔（英語：George Campbell，1878年2月1日—1972年11月4日），生于安大略省奥兰治维尔，加拿大男子棍网球运动员。他曾代表加拿大参加1908年夏季奥林匹克运动会棍网球比赛，获得一枚金牌。